# Аквапорин-1
Аквапорин-1, AQP1 (англ. Aquaporin 1 (Colton blood group)) – білок, який кодується геном AQP1, розташованим у людей на короткому плечі 7-ї хромосоми. Довжина поліпептидного ланцюга білка становить 269 амінокислот, а молекулярна маса — 28 526.
| 10         |  | 20         |  | 30         |  | 40         |  | 50         |
| ---------- |  | ---------- |  | ---------- |  | ---------- |  | ---------- |
| MASEFKKKLF |  | WRAVVAEFLA |  | TTLFVFISIG |  | SALGFKYPVG |  | NNQTAVQDNV |
| KVSLAFGLSI |  | ATLAQSVGHI |  | SGAHLNPAVT |  | LGLLLSCQIS |  | IFRALMYIIA |
| QCVGAIVATA |  | ILSGITSSLT |  | GNSLGRNDLA |  | DGVNSGQGLG |  | IEIIGTLQLV |
| LCVLATTDRR |  | RRDLGGSAPL |  | AIGLSVALGH |  | LLAIDYTGCG |  | INPARSFGSA |
| VITHNFSNHW |  | IFWVGPFIGG |  | ALAVLIYDFI |  | LAPRSSDLTD |  | RVKVWTSGQV |
| EEYDLDADDI |  | NSRVEMKPK  |  |            |  |            |  |            |

A: Аланін

C: Цистеїн

D: Аспарагінова кислота

E: Глутамінова кислота

F: Фенілаланін

G: Гліцин

H: Гістидин

I: Ізолейцин

K: Лізин

L: Лейцин

M: Метіонін

N: Аспарагін

P: Пролін

Q: Глутамін

R: Аргінін

S: Серин

T: Треонін

V: Валін

W: Триптофан

Кодований геном білок за функцією належить до аквапоринів - трансмембранних білків, які є каналами для молекул води. Належить до фосфопротеїнів. 
Задіяний у таких біологічних процесах, як транспорт, альтернативний сплайсинг. 
Локалізований у клітинній мембрані.